# Фриденберг, Джош
Джошуа Энтони Фриденберг, в английской транскрипции Фрайденберг /ˈfraɪdənˌbɜːrɡ/ (англ. Joshua Anthony Frydenberg; род. 17 июля 1971, Мельбурн) — австралийский политик, член Либеральной партии, казначей Австралии (2018—2022).

## Биография
Родился 17 июля 1971 года в Мельбурне в семье еврейских иммигрантов, переселившихся в Австралию из Венгрии и Польши в 1950 году. Окончил Университет Монаша, работал в юридической фирме. В 1998 году получил степень магистра по международным отношениям в Оксфордском университете, а впоследствии — степень магистра государственного управления в Гарвардском университете. С 1999 года — советник генерального прокурора Дэрила Уильямса, затем — министра иностранных дел Александера Даунера; в 2003—2005 годах являлся политическим советником премьер-министра Джона Говарда. В 2005 году стал директором по глобальному банкингу австралийского отделения Deutsche Bank, в 2010 году избран в Палату представителей от избирательного округа Куйонг в штате Виктория.
В сентябре 2013 года премьер-министр Тони Эбботт назначил Фриденберга своим парламентским секретарём с задачей проведения в жизнь планов правящей коалиции по дерегулированию экономики.
23 декабря 2014 года занял должность помощника главы Казначейства Австралии и одним из первых его решений стало создание целевой группы для изучения возможности снижения страховых взносов в районах северной Австралии.
21 сентября 2015 года Фриденберг занял пост министра ресурсов, энергетики и Северной Австралии в первом правительстве Малкольма Тёрнбулла.
19 июля 2016 года при формировании второго правительства Тёрнбулла получил портфель министра окружающей среды и энергетики.
24 августа 2018 года при формировании первого правительства Скотта Моррисона совершил неожиданный карьерный скачок, получив должности заместителя лидера Либеральной партии и главы Казначейства.
18 мая 2019 года правоцентристская коалиция одержала победу на парламентских выборах, и 29 мая было сформировано второе правительство Моррисона, в котором Фриденберг сохранил прежние должности.
21 мая 2022 года по итогам парламентских выборов Фриденберг проиграл в своём округе независимой кандидатке Монике Райан.